# Frederick Brendel
Frederick Brendel, geb. Friedrich Brendel (* 20. Januar 1820 in Erlangen, Königreich Bayern; † 10. August 1912 in Peoria, Illinois) war ein deutschamerikanischer Botaniker und Meteorologe.

## Leben
Als Sohn eines Wagnermeisters, Ratsherrn und Bürgermeisters geboren, studierte Brendel nach dem Abitur Medizin an der Universität Erlangen. Während seines Studiums wurde er 1839 Mitglied der Burschenschaft Bubenruthia Erlangen, deren Sprecher er 1841 war. 1843 wurde er zum Dr. med. promoviert. In unmittelbarer Folge bekleidete er bis 1846 eine Assistenzarztstelle am Städtischen Krankenhaus in Bamberg. Er nahm an der Revolution 1848 teil, so gab er unter anderem eine republikanische Flugschrift heraus, welche seine Ausweisung zur Folge hatte. 1850 emigrierte Brendel in die USA, wo er zunächst einige Zeit bei Georg Engelmann in Missouri beschäftigt war, bevor er sich als Arzt in Peoria niederließ.
Dort betrieb Brendel einerseits botanische Forschungen, andererseits begann er im Dezember 1855 mit Wetteraufzeichnungen. Er führte fast kontinuierlich Temperatur- und Niederschlagsmessungen bis 1905 durch. Brendels Aufzeichnungen dienen als Grundgerüst für die klimatologische Datenbank von Peoria.

## Schriften
- Historical researches upon the cultivated grain fruits in the state of Illinois, Lanphier & Walker, printers, 1857
- Vögel der Umgegend Peorias in Illinois, In: Band 9 von Zeitschrift für die gesammten Naturwissenschaften Halle, 1857
- Forests and forest trees, Bailhache & Baker, 1859
- On meteorology in connection with botanical investigations, 1859
- The oaks of Illinois, Bailhache & Baker, 1859
- The trees and shrubs in Illinois, In: Band 3 von Transactions of the Illinois State Agricultural Society, 1859
- The water lily: on the peculiar growth of the water lily (Nelumbium luteum), Willd, Bailhache & Baker, printers, 1861
- Historical sketch of the science of botany in North America from 1635 to 1858, 1879
- Immigration of animals and plants, 1887
- Flora Peoriana; the Vegetation in the Climate of Middle Illinois, Neuauflage, BiblioBazaar, 2010, ISBN 1149355743